# Созданий Ігор Володимирович
Ігор Володимирович Созданий (8 вересня 1961, м. Київ) — генерал-майор, начальник Департаменту оперативного документування Служби безпеки України у 2014-2016 роках.

## Життєпис
16 липня 2014 року призначений на посаду начальника Департаменту оперативного документування Служби безпеки України.
24 серпня 2015 року указом Президента України йому було постановлено присвоїти військове звання генерал-майора.
Заступником начальника Департаменту оперативного документування Служби безпеки України за клопотанням Созданого було призначено полковника Потієвського Олександра Павловича, на той час військового пенсіонера. Останнього блогери звинуватили у прослуховуваннях посла РФ Михайла Зурабова, посилаючись на "злив" секретного документу СБУ. .
16 липня 2016 року указом Президента України був звільнений з посади начальника Департаменту оперативного документування Служби безпеки України.

## Особливості роботи та кадрового забезпечення в умовах люстрації
Созданий сформував нову команду.
Його команда активно працювала і з тимчасово переміщеними особами з Донеччини і Луганщини, на предмет виявлення серед них сепаратистськи налаштованих громадян.
Військове звання — генерал-майор.
Одружений, має двох синів.